# Pandanus cyaneoglaucescens
Pandanus cyaneoglaucescens är en enhjärtbladig växtart som beskrevs av Ugolino Martelli. Pandanus cyaneoglaucescens ingår i släktet Pandanus och familjen Pandanaceae.
Artens utbredningsområde är Madagaskar. Inga underarter finns listade.